# Danduszan
Danduszan (arab. دندوشان) – wieś w Syrii, w muhafazie Aleppo, w dystrykcie Ajn al-Arab. W 2004 roku liczyła 1101 mieszkańców.